# Periode 2-grundstof
Et periode 2-grundstof er et grundstof, der i det periodiske system er placeret i næstøverste række (periode). Fælles for disse grundstoffer er, at atomerne har netop to elektronskaller.
Periode 2 omfatter otte grundstoffer med atomnumre, 3-10, nemlig lithium, beryllium, bor, carbon, kvælstof, ilt, fluor og neon.
| Kemi | Spire Denne artikel om kemi er en spire som bør udbygges. Du er velkommen til at hjælpe Wikipedia ved at udvide den. |